# La Capelle-Bleys
La Capelle-Bleys är en kommun i departementet Aveyron i regionen Occitanien i södra Frankrike. Kommunen ligger  i kantonen Rieupeyroux som ligger i arrondissementet Villefranche-de-Rouergue. År 2022 hade La Capelle-Bleys 355 invånare.

## Befolkningsutveckling
Antalet invånare i kommunen La Capelle-Bleys
Referens: INSEE